# Glasvej (København)
Glasvej er en vej på Bispebjerg i København. Vejen går fra Frederikssundsvej til Frederiksborgvej, og er i den danske offentlighed mest kendt gennem Terrorsagen fra Glasvej.
|  | Denne artikel om en bygning eller et bygningsværk kan blive bedre, hvis der indsættes et (bedre) billede. Du kan hjælpe ved at afsøge Wikimedia Commons for et passende billede eller lægge et op på Wikimedia Commons med en af de tilladte licenser og indsætte det i artiklen. |

55°42′14.39″N 12°31′49.54″Ø / 55.7039972°N 12.5304278°Ø